# Liste de peintures de Nicolas Mignard
Liste des peintures de Nicolas Mignard, peintre français du XVIIe siècle. 

## Liste
| Image | Titre                                                                                         | Format (en cm)                     | Date                                               | Lieu de conservation                                                 | N° de catalogue raisonné (Schnapper, 1979) |
| ----- | --------------------------------------------------------------------------------------------- | ---------------------------------- | -------------------------------------------------- | -------------------------------------------------------------------- | ------------------------------------------ |
|       |                                                                                               |                                    |                                                    |                                                                      |                                            |
|       | Le Dévouement de Marcus Curtius                                                               | Huile sur toile 94 x 70            | Avant 1630 ?                                       | Avignon, musée Calvet                                                | 1                                          |
|       | La Sainte Famille avec saint Joseph offrant une pomme à l'Enfant Jésus                        | Huile sur toile 215 x 166          |                                                    | Avignon, église Saint-Didier                                         | 2                                          |
|       | L'Assomption de la Vierge                                                                     | Huile sur toile 337 x 242          | 1633                                               | Avignon, église Notre-Dame-des-Doms                                  | 3                                          |
|       | La Sainte Famille avec sainte Anne                                                            | Huile sur toile 245 x 170          | 1634                                               | Apt, ancienne cathédrale Sainte-Anne                                 | 4                                          |
|       | Le Christ en croix                                                                            | Huile sur toile 43 x 30            | 1636                                               | Troyes, musée des Beaux-Arts                                         | 5                                          |
|       | La Visitation                                                                                 | Huile sur toile 235 x 139          | 1636                                               | Avignon, église Notre-Dame-des-Doms                                  | 6                                          |
|       | L'Annonciation                                                                                | Huile sur toile 226 x 139          | 1637                                               | Avignon, église Notre-Dame-des-Doms                                  | 8                                          |
|       | Saint Bruno                                                                                   | Huile sur toile 216 x 141          | 1638                                               | Avignon, musée Calvet                                                | 9                                          |
|       | La Vision de saint Jean de Matha                                                              | Huile sur toile 375 x 255          | vers 1638-1639                                     | Lambesc, église Notre-Dame-de-l'Assomption                           | 10                                         |
|       | La Sainte Famille avec saint Bruno                                                            | Huile sur toile 138 x 177          | 1639                                               | Localisation actuelle inconnue                                       | 11                                         |
|       | Sainte Anne, la Vierge et saint Bruno                                                         | Huile sur toile 140 x 175          | 1639                                               | Villeneuve-lès-Avignon, église Notre-Dame                            | 12                                         |
|       | La Visitation                                                                                 | Huile sur toile 234 x 172          | 1639                                               | Avignon, chapelle des Pénitents Gris                                 | 13                                         |
|       | Angélique et Médor                                                                            | Huile sur toile 87,2 x 75,7 cm     | 1639                                               | Collection particulière                                              | Non catalogué                              |
|       | La Lactation de saint Bernard en présence de saint Louis, sainte Hélène et sainte Madeleine   | Huile sur toile 280 x 192          | 1640                                               | Carpentras, ancienne cathédrale Saint-Siffrein                       | 14                                         |
|       | Le Christ arrivant à Béthanie                                                                 | Huile sur toile 302 x 262          | 1640                                               | Tarascon, église Sainte-Marthe                                       | 15                                         |
|       | Le vice-légat Frédéric Sforza présente la ville d'Avignon au bienheureux Pierre de Luxembourg | Huile sur toile 260 x 184          | vers 1641                                          | Avignon, musée Calvet                                                | 16                                         |
|       | L'Adoration des bergers                                                                       | Huile sur toile 265 x 195          | 1641                                               | Cavaillon, ancienne cathédrale Saint-Véran                           | 17                                         |
|       | La Sainte Famille avec sainte Anne et saint Joseph dite La Sainte Famille au chardonneret     | Huile sur toile 270 x 196          | 1641                                               | Avignon, église Saint-Pierre                                         | 18                                         |
|       | Le Christ ressuscité apparaît à la Vierge et à saint Jean-Baptiste                            | Huile sur toile 145 x 120          | 1641                                               | Aubignan, église Notre-Dame-de-l'Annonciation-et-Saint-Victor-Martyr | 19                                         |
|       | L'Assomption de la Vierge                                                                     | Huile sur toile 325 x 270          | 1642                                               | Mormoiron, église Saint-Laurent                                      | 20                                         |
|       | L'Annonciation                                                                                | Huile sur toile 280 x 220          | 1642                                               | Viviers, ancienne cathédrale Saint-Vincent                           | 21                                         |
|       | L'Image de Soriano                                                                            | Huile sur toile 415 x 345          | vers 1642                                          | Bédarrides, église Saint-Etienne-et-de-l'Assomption                  | 22                                         |
|       | La Vierge à l'Enfant avec saint Joseph et des anges musiciens                                 | Huile sur toile 370 x 280          | 1643                                               | Sisteron, église Notre-Dame-des-Pommiers                             | 23                                         |
|       | Dieu le Père                                                                                  | Huile sur toile 100 x 75           | 1643                                               | Sisteron, église Notre-Dame-des-Pommiers                             | 24                                         |
|       | L'Assomption de la Vierge                                                                     | Huile sur toile 355 x 261          | 1643                                               | Tarascon, église Sainte-Marthe                                       | 25                                         |
|       | La Visitation                                                                                 | Huile sur toile 382 x 245          | vers 1640-1645                                     | Avignon, Palais des Papes                                            | 27                                         |
|       | La Vierge donnant le scapulaire à saint Simon Stock                                           | Huile sur toile 273 x 212          | 1644                                               | Avignon, musée Calvet                                                | 28                                         |
|       | Le Christ en croix entre la Vierge et saint Jean                                              | Huile sur toile 325 x 205          | 1644                                               | Carcassonne, église Saint-Vincent                                    | 29                                         |
|       | Saint Éloi et le Miracle du pied de cheval coupé                                              | Huile sur toile 223 x 170          | 1645                                               | Châteaurenard, église Saint-Denys                                    | 30                                         |
|       | Saint Éloi                                                                                    | Huile sur toile 261 x 161          |                                                    | Avignon, église Saint-Symphorien                                     | 31                                         |
|       | Saint Joseph et l'Enfant Jésus entre saint Benoît et sainte Scholastique                      | Huile sur toile 246 x 172          | 1645                                               | Rochefort-du-Gard, église Notre-Dame-de-Grâce                        | 32                                         |
|       | L'Éducation de la Vierge, avec saint Blaise et sainte Marguerite                              | Huile sur toile 236 x 160          | 1646-1647                                          | Cavaillon, ancienne cathédrale Saint-Véran                           | 33                                         |
|       | L'Annonciation                                                                                | Huile sur toile 280 x 198          | 1646-1647                                          | Cavaillon, ancienne cathédrale Saint-Véran                           | 34                                         |
|       | L'Assomption de la Vierge                                                                     | Huile sur toile 440 x 350          | 1647                                               | Nîmes, musée du Vieux-Nîmes                                          | 35                                         |
|       | La Vierge donnant le scapulaire à saint Simon Stock                                           | Huile sur toile 365 x 245          | 1648                                               | Aix-en-Provence, église Saint-Jean-de-Malte                          | 36                                         |
|       | Jésus parmi les Docteurs                                                                      | Huile sur toile 425 x 360          | 1649                                               | Villeneuve-lès-Avignon, musée Pierre-de-Luxembourg                   | 37                                         |
|       | La Visitation                                                                                 | Huile sur toile 299 x 197          | vers 1649                                          | Avignon, chapelle des Pénitents Noirs                                | 38                                         |
|       | Le Christ en croix                                                                            | Huile sur toile 355 x 250          | vers 1649                                          | Avignon, chapelle des Pénitents Noirs                                | 39                                         |
|       | Saint Jean l'Évangéliste                                                                      | Huile sur toile 198 x 90           | vers 1649                                          | Avignon, musée Calvet                                                | 40                                         |
|       | La Tête de saint Jean-Baptiste                                                                | Huile sur toile 62 x 96            | vers 1649                                          | Avignon, chapelle des Pénitents Noirs                                | 42                                         |
|       | Vénus et Adonis                                                                               | Huile sur toile 373,3 x 226        | vers 1650                                          | Minneapolis, Institute of Art                                        | Non catalogué                              |
|       | Le Mariage mystique de sainte Catherine                                                       | Huile sur toile 218 x 168          | 1651                                               | Villeneuve-lès-Avignon, église Notre-Dame                            | 43                                         |
|       | Saint Pierre                                                                                  | Huile sur toile 212 x 110          | 1650-1651                                          | Cavaillon, ancienne cathédrale Saint-Véran                           | 44                                         |
|       | Saint Véran                                                                                   | Huile sur toile 212 x 110          | 1650-1651                                          | Cavaillon, ancienne cathédrale Saint-Véran                           | 45                                         |
|       | Saint Paul                                                                                    | Huile sur toile 212 x 110          | 1650-1651                                          | Cavaillon, ancienne cathédrale Saint-Véran                           | 46                                         |
|       | Saint Louis                                                                                   | Huile sur toile 212 x 110          | 1650-1651                                          | Cavaillon, ancienne cathédrale Saint-Véran                           | 47                                         |
|       | L'Enlèvement de Proserpine                                                                    | Huile sur toile 116 x 141          | 1651                                               | Paris, musée du Louvre                                               | Non catalogué                              |
|       | Apparition de la Vierge à saint Roch et à saint Jacques                                       | Huile sur toile                    | 1651                                               | Bollène, chapelle de l'hôpital                                       | Non catalogué                              |
|       | Sainte Barbe et Sainte Catherine                                                              | Huile sur toile 297 x 197          | 1652                                               | Avignon, église Saint-Pierre                                         | 48                                         |
|       | L'Annonciation avec saint Charles Borromée                                                    | Huile sur toile 120 x 162          | 1652                                               | Villeneuve-lès-Avignon, musée Pierre-de-Luxembourg                   | 49                                         |
|       | La Vierge à l'Enfant avec le petit saint Jean-Baptiste                                        | Huile sur toile 103 x 86           | 1653                                               | Collection particulière                                              | 50                                         |
|       | Portrait de femme écrivant une lettre                                                         | Huile sur toile 130 x 97 cm        | 1653                                               | Collection particulière                                              | Non catalogué                              |
|       | La Mort de saint Joseph                                                                       | Huile sur toile 243 x 173          | 1654                                               | Avignon, chapelle de l'hôpital Sainte-Marthe                         | 51                                         |
|       | Le berger Faustulus ramène à sa femme Romulus et Remus                                        | Huile sur toile 150,5 x 146        | 1654                                               | Dallas, Museum of Fine Arts                                          | 52                                         |
|       | L'Adoration des bergers                                                                       | Huile sur toile 298 x 228          | 1654                                               | Avignon, église Saint-Agricol                                        | 53                                         |
|       | L'Adoration des bergers                                                                       | Huile sur toile 195 x 169          | 1654                                               | Avignon, église Notre-Dame-des-Doms                                  | 54                                         |
|       | Sainte Catherine d'Alexandrie                                                                 | Huile sur toile 166 x 128          | 1654                                               | Paris, collections diocésaines                                       | Non catalogué                              |
|       | Pietà                                                                                         | Huile sur toile 115 x 150          | 1655                                               | Avignon, musée Calvet                                                | 55                                         |
|       | Le Christ, la Vierge et Saint François d'Assise                                               | Huile sur toile 230 x 170          | vers 1655-1660                                     | Bonnieux, église haute                                               | 57                                         |
|       | La Vierge présente l'Enfant Jésus à saint Antoine de Padoue, en présence de saint François    | Huile sur toile 160 x 110          | 1656                                               | Châteaurenard, église Saint-Denys                                    | 58                                         |
|       | La Vierge donnant le scapulaire à saint Simon Stock                                           | Huile sur toile 265 x 205          | 1657                                               | Avignon, église Saint-Symphorien                                     | 59                                         |
|       | La Nativité                                                                                   | Huile sur toile 260 x 180          | 1657                                               | Aix-en-Provence, église de la Madeleine                              | 60                                         |
|       | La Présentation de la Vierge au temple                                                        | Huile sur toile 223 x 139          | 1657                                               | Avignon, église Notre-Dame-des-Doms                                  | 63                                         |
|       | Apollon et les Muses                                                                          | Huile sur toile                    | vers 1655-1659                                     | Saint-Laurent-les-Églises, château de Valmate                        | 64.A                                       |
|       | Apollon et les Cyclopes                                                                       | Huile sur toile                    | vers 1655-1659                                     | Saint-Laurent-les-Églises, château de Valmate                        | 64.B                                       |
|       | Apollon et les Niobides                                                                       | Huile sur toile                    | vers 1655-1659                                     | Saint-Laurent-les-Églises, château de Valmate                        | 64.C                                       |
|       | La Mort de Coronis                                                                            | Huile sur toile                    | vers 1655-1659                                     | Saint-Laurent-les-Églises, château de Valmate                        | 64.D                                       |
|       | Apollon tuant le serpent Python                                                               | Huile sur toile                    | vers 1655-1659                                     | Saint-Laurent-les-Églises, château de Valmate                        | 64.E                                       |
|       | Apollon et un cerf                                                                            | Huile sur toile                    | vers 1655-1659                                     | Saint-Laurent-les-Églises, château de Valmate                        | 64.F                                       |
|       | Apollon et un dragon                                                                          | Huile sur toile                    | vers 1655-1659                                     | Saint-Laurent-les-Églises, château de Valmate                        | 64.G                                       |
|       | La Fleur d'Hyacinthe                                                                          | Huile sur toile                    | vers 1655-1659                                     | Saint-Laurent-les-Églises, château de Valmate                        | 64.H                                       |
|       | La Fleur de Clytie                                                                            | Huile sur toile                    | vers 1655-1659                                     | Saint-Laurent-les-Églises, château de Valmate                        | 64.I                                       |
|       | Diane ou La Nuit                                                                              | Huile sur toile                    | vers 1655-1659                                     | Saint-Laurent-les-Églises, château de Valmate                        | 64.J                                       |
|       | Le Printemps                                                                                  | Huile sur toile 106 x 96           | vers 1655-1659                                     | Avignon, musée Calvet                                                | 65.A                                       |
|       | L'Été                                                                                         | Huile sur toile 106 x 96           | vers 1655-1659                                     | Avignon, musée Calvet                                                | 65.B                                       |
|       | L'Automne                                                                                     | Huile sur toile 106 x 96           | vers 1655-1659                                     | Avignon, musée Calvet                                                | 65.C                                       |
|       | L'Hiver                                                                                       | Huile sur toile 106 x 96           | vers 1655-1659                                     | Avignon, musée Calvet                                                | 65.D                                       |
|       | Apollon et Daphné                                                                             | Huile sur toile 176 x 117          | vers 1655-1659                                     | Avignon, musée Calvet                                                | 65.E                                       |
|       | Apollon et Midas                                                                              | Huile sur toile 116 x 208          | vers 1655-1659                                     | Avignon, musée Calvet                                                | 65.F                                       |
|       | Apollon et Marsyas                                                                            | Huile sur toile 116 x 208          | vers 1655-1659                                     | Avignon, musée Calvet                                                | 65.G                                       |
|       | Nature morte à la Vanité                                                                      | Huile sur toile 69 x 85            | vers 1655-1659                                     | Collection particulière                                              | 65.H                                       |
|       | Nature morte aux partitions                                                                   | Huile sur toile 73 x 98            | vers 1655-1659                                     | Collection particulière                                              | 65.I                                       |
|       | Nature morte au petit chien                                                                   | Huile sur toile 73 x 98            | vers 1655-1659                                     | Collection particulière                                              | 65.J                                       |
|       | Mars et Vénus                                                                                 | Huile sur toile 132 cm de diamètre | 1658                                               | Aix-en-Provence, musée Granet                                        | 66                                         |
|       | Portrait de Scipion du Roure                                                                  | Huile sur toile 67 x 53            | 1658                                               | Collection particulière                                              | Non catalogué                              |
|       | Portrait de Pierre-François de Tonduti                                                        | Huile sur toile 42 x 34,2          | vers 1658                                          | Avignon, musée Calvet                                                | Non catalogué                              |
|       | La Vierge aux Sept Douleurs                                                                   | Huile sur toile 139 x 114          | 1659                                               | Visan, église Saint-Pierre                                           | 68                                         |
|       | La Sainte Famille                                                                             | Huile sur toile 91 x 109           | 1659                                               | Collection particulière                                              | 69                                         |
|       | Saint Benoît                                                                                  | Huile sur toile 203 x 104          | avant 1660                                         | Avignon, chapelle des Pénitents Gris                                 | 70                                         |
|       | Saint Ignace                                                                                  | Huile sur toile 203 x 104          | avant 1660                                         | Avignon, chapelle des Pénitents Gris                                 | 71                                         |
|       | Portrait de Molière en César dans La Mort de Pompée                                           | Huile sur toile 79 x 62            | vers 1660                                          | Paris, collections de la Comédie-Française                           | 75                                         |
|       | Portrait de Molière en César dans La Mort de Pompée (réplique)                                | Huile sur toile 75 x 60            | vers 1660                                          | Paris, musée Carnavalet                                              | Non catalogué                              |
|       | L'Assomption de la Vierge                                                                     | Huile sur toile 303 x 198          | 1663                                               | Avignon, chapelle des Pénitents Noirs                                | 80                                         |
|       | L'Ange apparaît à Joseph et lui ordonne de prendre la fuite                                   | Huile sur toile 320 x 260          | 1664                                               | Montpellier, cathédrale Saint-Pierre                                 | 84                                         |
|       | Étude de tête pour Joseph                                                                     | Huile sur toile 38 x 33            | 1664                                               | Collection particulière                                              | 85                                         |
|       | La Présentation au temple                                                                     | Huile sur toile 315 x 230          | 1665                                               | L'Isle-sur-Sorgue, église Notre-Dame                                 | 86                                         |
|       | Apollon et Midas                                                                              | Huile sur toile 83 x 155           | 1667                                               | Lille, Palais des Beaux-Arts                                         | 88.F                                       |
|       | Noli me tangere                                                                               | Huile sur toile 310 x 240          | vers 1638-1640 ?                                   | Cavaillon, ancienne cathédrale Saint-Véran                           | 91                                         |
|       | La Vierge à l'Enfant couronnée par des anges                                                  | Huile sur toile 222 x 170          | avant 1650 ?                                       | Avignon, chapelle des Pénitents Gris                                 | 92                                         |
|       | Saint Michel terrassant les anges rebelles                                                    | Huile sur toile 291 x 191          | vers 1659                                          | Avignon, Palais des Papes                                            | 106                                        |
|       | Pietà (d'après Annibale Carrache)                                                             | Huile sur toile 171 x 149          | Attribué à Nicolas Mignard                         | Avignon, Palais des Papes                                            | 108                                        |
|       | Portrait de jeune femme                                                                       | Huile sur toile 92 x 68            | Attribué à Nicolas Mignard                         | Aix-en-Provence, musée Granet                                        | 111                                        |
|       | La Vierge à l'Enfant bénissant                                                                | Huile sur toile 107 x 78           | vers 1645                                          | Marseille, musée des Beaux-Arts                                      | 112                                        |
|       | Portrait d'Isabeau de L'Espine                                                                | Huile sur toile 60 x 48 cm         |                                                    | Château d'Aulan                                                      | Non catalogué                              |
|       | Vénus et Adonis                                                                               | Huile sur toile 111 x 119 cm       |                                                    | Collection particulière                                              | Non catalogué                              |
|       | Tête de Christ                                                                                | Huile sur bois 36 x 31 cm          |                                                    | Collection particulière                                              | Non catalogué                              |
|       | La Présentation de la Vierge au Temple                                                        | Huile sur toile 245 x 162 cm       | A aussi été attribué à Jean-Baptiste de Champaigne | Paris, église Notre-Dame-de-Bonne-Nouvelle                           | Non catalogué                              |
|       | Portrait de Louis XIV                                                                         | Huile sur toile 127,5 x 96         |                                                    | Avignon, musée Calvet                                                | Non catalogué                              |
|       | Portrait de Louis XIV en pied                                                                 | Huile sur toile 240 x 160          |                                                    | Angers, musée des Beaux-Arts                                         | Non catalogué                              |
|       | Portrait d'une petite fille en Diane                                                          | Huile sur toile 99 x 75 cm         | vers 1650                                          | Dijon, musée Magnin                                                  | Non catalogué                              |
|       | Portrait de femme                                                                             | Huile sur toile 164 x 115 cm       | vers 1660                                          | Localisation actuelle inconnue                                       | Non catalogué                              |
|       | Portrait de Gabriel Teste                                                                     | Huile sur toile 62 x 49,5 cm       |                                                    | Collection particulière                                              | Non catalogué                              |